# Голубичі (станція)
Голубичі — проміжна залізнична станція 5-го класу Київської дирекції Південно-західної залізниці на неелектрифікованій лінії Чернігів — Гомель між станціями Грибова Рудня (22 км) та Халявин (21 км). Розташована на околиці районного центру смт Ріпки Чернігівського району Чернігівської області.

## Історія
Станція відкрита 1930 року під час будівництва залізничної лінії Чернігів — Гомель. Будівля вокзалу побудована 1959 року.

## Пасажирське сполучення
На станції щоденно зупиняються дві пари приміських поїздів сполученням Чернігів — Горностаївка.